# Айфелгау
Айфелгау (на немски: Eifelgau) е средновековно франкско гауграфство в планината Айфел в днешен северен Рейнланд-Пфалц в Германия. То е част от Долна Лотарингияи принадлежи към Рипуария.
Намира се между реките Рейн, Ар, Рур, Оур, Зауер и Мозел. Айфелгау граничи с Аргау и се намира източно от Ардененгау.

## Гауграфове в Айфелгау
- Албуин († сл. 898), граф в Айфелгау
- Еренфрид († ок. 969), граф в Айфелгау
- Херман († 996), граф в Айфелгау
- Ецо († 1064), граф в Айфелгау
- Хайнрих († ок. 1061), граф в Цюлпихгау-Айфелгау
- Теодерих († ок. 1086), граф в Цюлпихгау-Айфелгау

## Граничещи гауграфства
- Цюлпихгау
- Бидгау
- Ардененгау
- Майенфелдгау (Източен Айфел)
- Рипуариергау
- Аргау